# Американский протей
Американский протей (лат. Necturus maculosus) — вид хвостатых земноводных из семейства протеев.

## Распространение
Ареал вида охватывает провинции Манитоба и Квебек (Канада), и восточные штаты США (кроме прибрежных районов).

## Описание

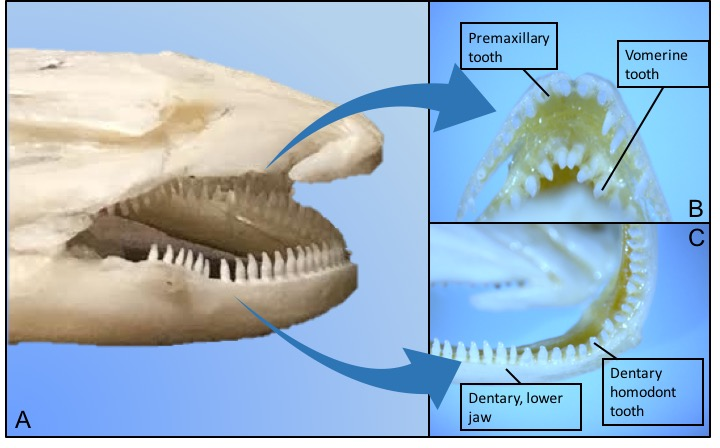
Строение ротовой полости американского протея:
А — Общий вид
В — Верхняя челюсть: предчелюстные и сошниковые (vomerine tooth) зубы
С — Нижняя челюсть

Общая длина колеблется от 20 до 43 см. Голова большая, туловище вытянутое. Лёгкие длинные, но гладкостенные. По бокам головы расположены хорошо заметные, хотя и маленькие, глаза. Окраска песочная с голубовато-чёрными пятнами, которая отлично маскирует на фоне гальки, особенно в мутной воде. Кожа гладкая, покрыта слизью. На коже есть ядовитые железы, однако секрет, который они выделяют, для человека безопасен. Хвост длинный, с плавниковой складкой, к концу сужается. Четырёхпалые конечности мощнее, чем у европейского протея, однако, в целом, они довольно слабые и приспособлены только для плавания и ползания. Имеет 3 пары наружных перистых жабр, чаще всего окрашенных в ярко-красный цвет. Их форма и размер зависят от того, в какой воде живет это земноводное. Если в тёплой, мутной воде — развиваются очень большие и густые, перистые жабры. У животных, живущих в чистой, прохладной воде, жабры маленькие. Если протея вытащить из воды, он издает лающие звуки.

## Образ жизни
Обитает в озёрах, реках и других водоёмах. Днём прячется между камнями, подводными скалами, среди растений и в других укрытиях. Благодаря защитному окрасу абсолютно незаметен на фоне донной растительности и покрытого мелкими камешками и песком дна. Активен ночью. На добычу охотится из засады. Питается небольшой рыбой, икрой, водными насекомыми, ракообразными и моллюсками.

## Размножение
Половозрелым становится в 5-6 лет, при длине 20 см. Размножается с сентября по ноябрь, иногда зимой или весной. Эти протеи являются раздельнополыми, оплодотворение у них внутреннее. Во время спаривания самка захватывает клоакой отложенный самцом сперматофор. Через полгода, в мае — июне, самка откладывает яйца под камнями или между ними. Количество яиц зависит от размера самки (до 70 шт.). В течение всего времени развития яиц самка находится рядом. Яйца светло-жёлтые, сверху они покрыты тремя слизистыми оболочками. Продолжительность их развития зависит от температуры воды — от 38 до 63 дней. Новорожденные личинки длиной около 22 мм. У них очень хорошо развиты передние конечности, задние же находятся в зачаточном состоянии. Хвост у личинки имеет большую плавательную складку. Окраска у молодых особей светлее, чем у родителей.